# Sturmia inimica
Sturmia inimica är en tvåvingeart som först beskrevs av Hesse 1934.  Sturmia inimica ingår i släktet Sturmia och familjen parasitflugor. Inga underarter finns listade i Catalogue of Life.